# عبد العزيز المبدل
عبد العزيز المبدل (1958 -) ممثل وكاتب وإعلامي سعودي. عمل في مسلسلات عديدة منها المسلسل الشهير طاش ما طاش، وهوامير الصحراء. ومعد لكثير من البرامج الإذاعية منها برنامج يوميات أبو لاهي، وبرنامج ما يصير، وكتب العديد من المسرحيات مثل مسرحية وين الجني، وله عدد من المؤلّفات.

## عبد العزيز المبدل والتراث
عشق الفنان عبد العزيز المبدل عبق التاريخ وأصالة الماضي مما دفعه لتأليف الكتب في ذلك مثل: كتاب (الكتاتيب على مدى التاريخ) وكتاب (الألعاب الشعبية للبنين والبنات في المملكة العربية السعودية)، وكتاب (من التراث مفردات ومعاني).
وأعدّ الكثير من البرامج الإذاعية مثل برنامج تراثنا والذي استضاف فيه العديد من الشخصيات التي تحدّثت عن التراث والثقافة السعودية بأسلوب بسيط وممتع.

## أعماله

### التلفزيون
اشترك بالعديد من المسلسلات مثل:
- موعد مع المجهول (1980).
- شهر الخير (1982).
- عودة عصويد (1985).
- من كل بستان زهرة (1985).
- رفاقة درب (1986).
- الأمل المفقود (1986).
- صعيمر وهباد [سهرة تلفزيونية] (1990).
- راجعنا بكرة [سهرة تلفزيونية] (1991).
- حكايات قصيرة (1991).
- طاش ما طاش 2 (1994).
- طاش ما طاش 3 (1995).
- رمضان شهر مبارك (1995).
- طاش ما طاش 4 (1996).
- طاش ما طاش 6 (1998).
- طاش ما طاش 7 (1999).
- شؤون عائلية (1999).
- السحارة (1999).
- طاش ما طاش 8 (2000).
- طاش ما طاش 9 (2001).
- مطلع النور (2002).
- طاش ما طاش 10 (2002).
- شؤون عائلية 2 (2002).
- أجيالك يا وطني (2002).
- طاش ما طاش 11 (2003).
- طاش ما طاش 12 (2004).
- طاش ما طاش 13 (2005)
- طاش ما طاش 14 (2006).
- طاش ما طاش 15 (2007).
- أسوار 2 (2008).
- طاش ما طاش 16 (2009).
- هوامير الصحراء (2009).[3]
- مزحة برزحة (2010).
- طاش ما طاش 17 (2010).[4]
- هوامير الصحراء 2 (2010).[5]
- وش وشة (2010).
- شيكات (2010).
- سليم ودستة حريم (2010).[4]
- سكتم بكتم (2010).
- بيني و بينك 4 (2010).
- أسوار 3 (2010).
- ماشي (2011).
- قووول في الثمانيات (2011).
- طاش ما طاش 18 (2011).
- سواق المعازيب (2011).[6]
- سكتم بكتم 2 (2011).
- أيام وليالي (2011).
- من الآخر (2012).
- كلام الناس (2012).
- عيال حارتنا (2012).
- طالع نازل (2012).
- شباب البومب (2012).
- أي خدمة (2012).
- هذا حنا (2013).
- الخطاف (2013)[7]
- شباب البومب 4 (2015).
- سوبر محصل (2015).
- مستر كاش (2016).
- شباب البومب 5 (2016).
- 42 يوم (ضيف شرف) (2016).
- بدون فلتر (2018).
- شباب البومب 8 (2019).
- بدون فلتر 2 (2019).
- ممنوع التجول (2021).
- عندما يكتمل القمر 2 (2021).
- شباب البومب 9 (2021).
- ستديو 21 (2021).
- باركود (2021).
- اختطاف (2021).
- الزاهرية (2022).[8]
- مشراق (2022).
- طاش العودة (2023).[9]
- ستديو 23 (2023).
- سقف الوالد (2024).[10]

### المسرحيات
اشترك بالعديد من المسرحيات مثل:
- ثلاثة النكد (1984).
- تحت الكراسي (1985).
- عودة حمود و محيميد (1988).
- ولد الديرة (1989).
- كاش ماكاش (2009).[11]
- قدر وحبر (2010).
- شايب وحاسب (2012).[12]

### الأفلام
- سطار (2022).[13]

### الإذاعة
قدم العديد من البرامج منها:
- يوميات أبو لاهي
- برنامج مايصير
- برنامج تراثنا
- برنامج على الواقف

## المشاركات الدولية
- مهرجان قرطاج بتونس  أول
- مهرجان قرطاج بتونس الثاني
- مهرجان الفكاهيين العرب بالمغرب
- مهرجان التبادل الثقافي بين جدة ووجدة بفاس
- مهرجان المسرح التجريبي بالقاهرة
- معرض الكتاب بالشرقية
- معرض الكتاب بأبوظبي
- اليوم الوطني بمسرح الشارقة 2012
- اليوم الوطني بالمركز الثقافي بدبي 2013
- الملتقى الطلابي بمسرح جامعة زايد 2014

## المؤلفات
| الكتاب                         | التاريخ | مصدر          |
| ------------------------------ | ------- | ------------- |
| الكتاتيب على مدى التاريخ       | 2012    | [ 14 ] [ 15 ] |
| الألعاب الشعبية للبنين والبنات | 2012    | [ 16 ]        |
| من التراث مفردات ومعاني        | 2014    | [ 17 ]        |

## روابط خارجية
- عبد العزيز المبدل على موقع قاعدة بيانات الأفلام العربية